# Station Wołomin
Station Wołomin is een spoorwegstation in de Poolse plaats Wołomin.